# Tiranas borgmästare
Tiranas borgmästare (på albanska Kryetari i Bashkisë së Tiranës) är överhuvud för generalförsamlingen i Tirana, huvudstaden i Albanien. Borgmästaren och dennes kabinett utövar den verkställande makten i Tirana och väljs tillsammans med kommunfullmäktige i direkta val för en fyra års period. Dess kommunfullmäktige består av 61 ledamöter. Den utövar den lagstiftande makten. Tiranas stadshus, som är belägen vid Skanderbegtorget, är säte för kommunfullmäktige. Dess nuvarande befattningshavare är Erion Veliaj från Albaniens socialistparti och valdes den 21 juli 2015 för en första fyra års period.

## Lista över borgmästare i Tirana
- 1913-1914: Zyber Hallulli
- 1915-1916: Servet Libohova
- 1917-1922: Ismail Ndroqi
- 1922-1923: Ali Begeja
- 1923-1924: Ali Derhemi
- 1924-1925: Xhemal Kondi
- 1925-1927: Fuat Toptani
- 1927-1928: Izet Dibra
- 1928-1930: Rasim Kalakula
- 1930-1933: Rexhep Jella
- 1933-1935: Abedin Nepravishta
- 1936-1937: Qemal Butka
- 1937-1939: Abedin Nepravishta (utsett för en andra gångsperiod)
- 1939-1940: Qazim Mulleti
- 1940-1943: Omer Fortizi
- 1943-1944: Halil Meniku
- 1991-1992: Tomor Malasi
- 1992-1996: Sali Kelmendi
- 1996-2000: Albert Brojka
- 2000-2011: Edi Rama
- 2011-2015: Lulzim Basha
- 2015-i dag: Erion Veliaj